# Symphony Masses: Ho Drakon Ho Megas
Albums de Therion
Beyond Sanctorum
(1992) Lepaca Kliffoth
(1995)
Symphony Masses: Ho Drakon Ho Megas est le troisième album du groupe suédois de death metal Therion, publié en avril 1993 par Megarock Records.

## Liste des chansons
Toutes les chansons sont écrites et composées par Christoffer Johnsson.
| No  | Titre                                                   | Durée |
| --- | ------------------------------------------------------- | ----- |
| 1.  | Baal Reginon                                            | 2:11  |
| 2.  | Dark Princess Naamah                                    | 4:18  |
| 3.  | A Black Rose (Covered with Tears, Blood and Ice)        | 4:01  |
| 4.  | Symphoni Drakonis Inferni                               | 2:33  |
| 5.  | Dawn of Perishness                                      | 5:51  |
| 6.  | The Eye of Eclipse                                      | 5:01  |
| 7.  | The Ritual Dance of the Yezidis                         | 2:08  |
| 8.  | Powerdance                                              | 3:06  |
| 9.  | Procreation of Eternity                                 | 4:05  |
| 10. | Ho Drakon Ho Megas : The Dragon Throne/Fire and Ecstasy | 4:19  |